# Atça
Atça is een stad in het district Sultanhisar in deTurkse provincie Aydın. Het plan van de gemeente komt uit Place Charles de Gaulle van Parijs.

## Partnersteden
- Makó, Hongarije (sinds 2008)[2]

## Geboren

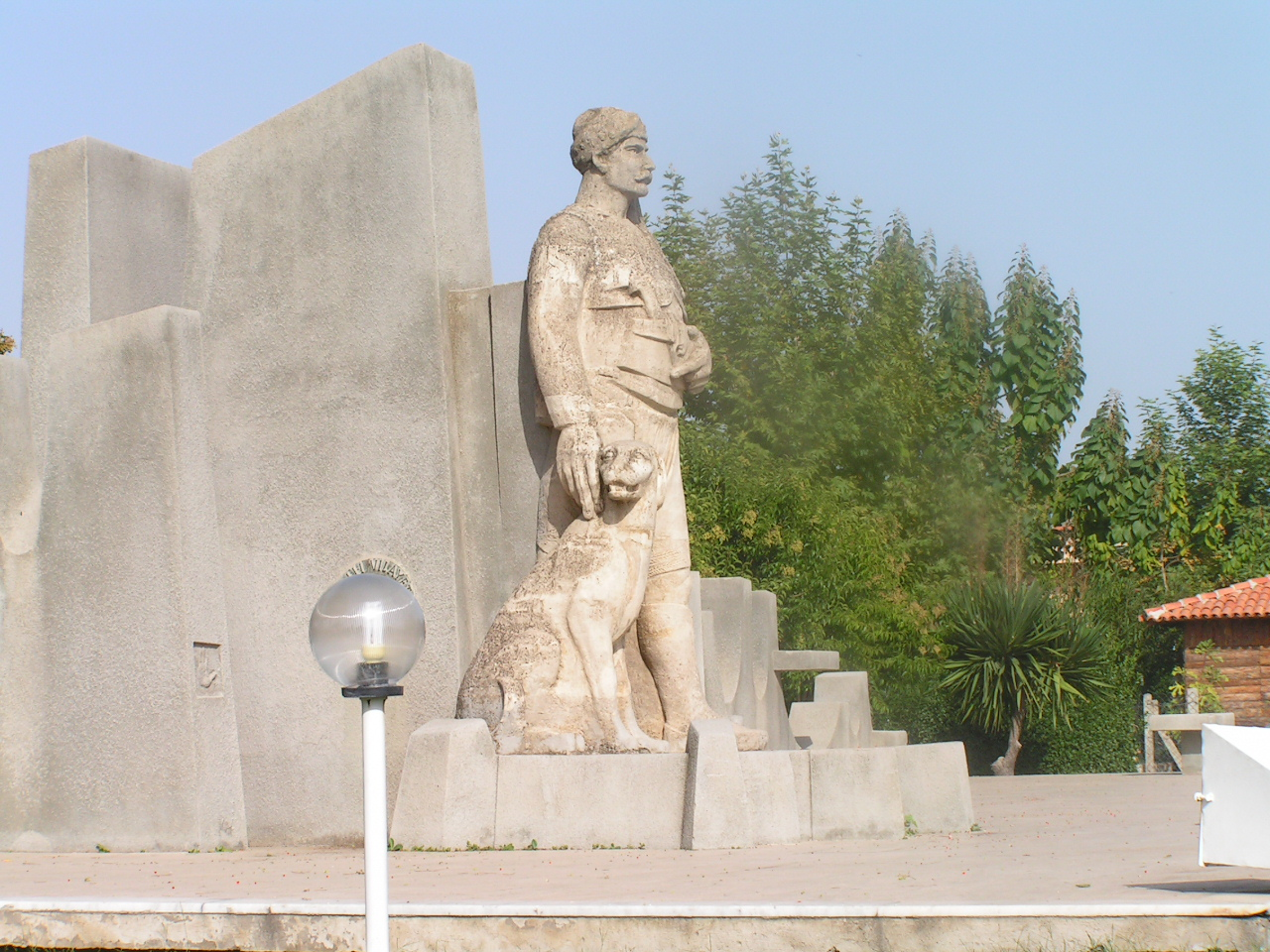
Atçalı Kel Mehmet standbeeld.

- Atçalı Kel Mehmet Efe (1780-1830) Revolutionair, folk held.